# 森谷佳奈
森谷 佳奈（もりたに かな、1993年3月28日 - ）は、山陰放送（BSS）のアナウンサー。島根県松江市出身。

## 人物
松江市立第一中学校、島根県立松江北高等学校、ノートルダム清心女子大学卒業。
中学校時代は英語部、高校時代は放送部に所属。
2015年4月に山陰放送入社。
2015年5月18日から6月末までのMBS毎日放送でアナウンス研修を受け、2015年7月3日 午前9時55分の『BSSニュース』（『ご近所わいど今日もハレルヤ!』内包）で山陰放送アナウンサーとしての「初鳴き」（番組デビュー）を果たした。

その後、『音楽の風車』等の研修も受け、2015年9月29日火曜日から森谷にとって初のレギュラー番組『自由ほんぽーおしゃべり本舗』を担当。

同年10月2日木曜日からはローカルニュース番組『テレポート山陰』を木・金曜日のレギュラーキャスターとして担当開始。
2016年に『春のBSSまつり』で、初めての司会。大田祐樹アナウンサーと担当。
2016年4月4日月曜日から、自身初の冠番組『森谷佳奈のはきださNIGHT!』を担当開始。
2019年3月末を以て『午後はドキドキ!』と『テレポート山陰』を降板。同年4月から『生たまごBang!』MCの1人に加わる。
秦まりなアナウンサーの産休入りのため、2020年1月28日火曜日より、産休代役という形で再び『テレポート山陰』に火曜日・水曜日にキャスターとして出演していた。しかし、新型コロナウイルス感染症による緊急事態宣言発令に伴い、2020年4月17日〜2020年5月31日の期間、キャスター1名体制で進行する形に変わったことや、2020年6月1日から、新キャスター2名（木嶋雄大・小崎純佳）が登板することを受け、産休代役としての登板は、2020年4月22日を最後に終了。
2020年2月からは秦アナウンサーが担当していた鳥取県政番組『マルっと!とっとり』を引き継ぎ担当開始。
『ラジオ番組表』（2020年春号、三才ブックス）にて森谷が表紙写真で掲載されている。放送局社員アナウンサーの表紙起用は、2019年秋号の永岡歩（CBCテレビアナウンサー）に続いて2例目だが、女性および単独での起用は初めて。
趣味は、ジムで体を動かすこと。アニメ鑑賞、アイドルのライブや握手会、ラジオを聴くこと。特技は、ピアノ、絵を描くこと。

## 受賞
- 第59回ギャラクシー賞 ラジオ部門DJパーソナリティ賞[注 1][6]

## 担当番組

### 現在の担当番組
- 森谷佳奈のはきださNIGHT! （2016年4月4日 - ）
- 生たまごJOY!（2024年4月3日 - ）
- JOY!+(2024年4月13日 -)
- 森谷佳奈のアニ物語（編成担当、出演自体はなし）
- #キニナルとっとり(2022年4月9日 - )

この他不定期で「音楽の風車」・「Mポイント」などに出演。
- BSSニュース（テレビ・ラジオ共に、不定期）

### 過去の担当番組
- 自由ほんぽーおしゃべり本舗 （2015年10月〜2016年3月（火））
- 午後はドキドキ! （2016年4月〜2019年3月、2022年5月10日（火））
- テレポート山陰（2015年10月1日〜2019年3月29日（木・金）、2020年1月28日〜2020年4月22日（火・水））
- マルっと!とっとり（2020年2月8日〜2022年3月12日）
- 山陰放送開局65周年記念番組「ガイドさんは外国人 フォーリンLOVE 山陰ツアーズ」（2019年10月13日、JNN中四国ブロック6局ネット番組） - ナレーション
- 日本のチカラ #196「辛くてうまい!島根わさび」（2019年） - ナレーション
- 日本のチカラ #232「好きを形にする仕事〜フィギュアで街を元気に〜」（2020年） - ナレーション
- 教えて!発明楽〜発明は誰にでもできる!発想の技術を紹介!〜（2019年12月 - 2020年1月） - 発明楽コンテスト（鳥取大学医学部附属病院、山陰放送主催）関連番組 MC[7]
- 生たまごBang! （2019年4月10日よりMC～2024年3月27日、2019年3月まではtabetterのコーナーのナレーション担当）
- Bang!+

### ゲスト出演
- 爆笑問題の日曜サンデー（TBSラジオ）
  - 2017年4月23日 - 「全日本ラジオ新番組選手権」の前年度グランプリとして、TBSラジオのスタジオへゲスト出演。
  - 2020年4月19日 - 「全日本ラジオ新番組選手権ナビ」に2016年度グランプリとして電話出演。
  - 2021年4月11日 - BSSラジオで日曜サンデーのネットが開始されたのを受け、16時台「サンデーマナブくん」（テーマ：鳥取県・島根県をマナブくん）に桑本充悦と共に山陰放送のスタジオから出演。
- RadiPrism（中国放送、2017年7月3日） - 「はきださNIGHT!」の生放送終了後、山陰放送と中国放送で中継を結び出演。
- テキトーナイト!!（静岡放送）
  - 2017年7月8日 - 森谷の自宅より電話出演。
  - 2017年9月9日 - 森谷がスタジオに出向いて共演。
  - 2017年11月11日 - 再びスタジオに出向き、静岡放送開局65周年特別番組『つづきはラジオで』に出演。
- 山崎怜奈の誰かに話したかったこと。（TOKYO FM）
  - 2020年12月29日 - JRN系列以外の番組に初出演。
- おとなりさん（文化放送）
  - 2022年5月27日 - 「教えて! 全国☆ラジオスター」に山陰放送のスタジオから出演。
- 中尾真亜理の月刊FMお嬢DX！ 今年もやるわよ♡喋り足りないから3時間スペシャル2023！（エフエム山陰）
  - 2023年12月19日 - JRN系列以外の番組に電話出演[8][9][10][11]。